# Tariqa Burhaniya
Tariqa Burhaniya er en international sufibevægelse. Ordenen regner Sayyid Ibrahim al-Quraschi ad-Disuqi, der levede i 1200-tallet, som sin grundlægger, men opnåede først større udbredelse med lederen Muhammad Uthman Abd al-Burhani, der blev født i Halfa i Sudan i 1902 og døde i 1983.

## Udbredelse i Danmark og øvrige Vesteuropa
Ordenen har været repræsenteret i Vesteuropa siden omkring 1980, ikke mindst i Tyskland. Ordenens nuværende leder, Muhammad Uthmans barnebarn, bor selv i Tyskland, selvom han har sudanske rødder. I Danmark har bevægelsen omkring 150 medlemmer i Storkøbenhavn ifølge religionshistoriker Søren Christian Lassen fra Københavns Universitet. Menigheden består først og fremmest af muslimer med indvandrerbaggrund fra især Pakistan og de arabiske lande. Den danske menighed har adresse på Damhus Boulevard 65 i Rødovre, hvor den også har sin moské. Moskeens fælles sprog er dansk, fordi menigheden er etnisk meget blandet.
Den danske menighed i Rødovre kom i søgelyset i 2014 på grund af involvering i en større skattesag.

## Etymologi
Ordet "tariqa" betyder "vej" på arabisk og bruges bl.a. til at betegne en sufi-orden. "Burhaniya" refererer til et af Sayyid Ibrahims tilnavne. Navnet kan således omtrent oversættes til "Burhans vej" eller "Burhans orden".

## Holdninger
Tariqa Burhaniya har traditionelt været anset som en liberal bevægelse, der blandt andet tillader kvinder at gå uden tørklæde. En af ordenens tanker er, at man skal tilpasse islam til det sted, man lever, og ordenens sufimester forklarer ofte det religiøse med analogier til det verdslige liv som muslim i et vestligt land.